# 恰巴哈爾

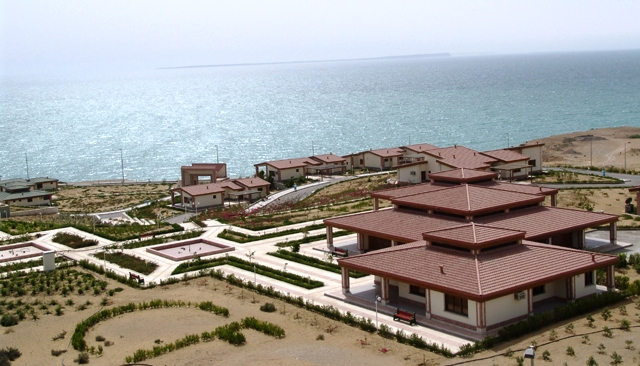

恰巴哈爾，或譯恰赫巴哈爾（羅馬化：čahbàr，意为“四季如春”）是伊朗锡斯坦和俾路支斯坦省恰巴哈尔县的首府。它是一个位于阿曼湾海岸的自由港（自由贸易区），也是伊朗最南端的城市。巴基斯坦俾路支省的姊妹港口城市瓜达尔位于恰巴哈尔以东约170公里（110英里）处。海拔高度11米，是重要的商業和工業地區，2006年人口71,070。
该市位于伊朗锡斯坦和俾路支斯坦省的莫克兰海岸，并被伊朗政府正式指定为 "自由贸易和工业区"。由于其自由贸易区的地位，该市在国际贸易中的重要性已经增加。该市绝大多数居民是俾路支族人，他们除了讲波斯语外，还讲自己的母语俾路支语。
2018年，印度取得恰巴哈爾部分港口的經營權，為期18個月。美國為此豁免若干針對伊朗的制裁措施，方便近年與巴基斯坦關係緊張的阿富汗經恰巴哈爾港進出口貨物，毋須再受巴基斯坦阻撓。

## 词源
恰巴哈爾这个名字是俾路支语chahar bahar（波斯语：چهاربهار）的简称，其中chahar意为 "四个"，bahar意为 "春天"。因此，恰巴哈尔意味着一个一年四季都像春天的地方。

## 历史
在恰巴哈尔附近有一个名为提斯（Tis）的渔村和港口，其历史可以追溯到公元前2500年，在亚历山大大帝的征服中被称为提兹（Tiz），最终改名为提斯（Tis）。此外，Afdhal al-Din abu Hamid Kermani在其《Aqd al-Ala lel-Moghefe al Ahla》一书中，于回历584年（公元1188年）写到了提兹港及其商业和贸易。根据学者和历史学家阿尔贝鲁尼（Alberuni）的说法，印度的海岸线以提斯或现代的恰巴哈尔为起点。 提斯以前是一个活跃的商业港口，被蒙古人摧毁，目前仍然留存有废墟遗址。葡萄牙人是第一个进攻莫克兰（阿曼）海域的西方殖民帝国。阿方索·德·阿尔布开克（Afonso de Albuquerque）领导的葡萄牙军队获得了对恰巴哈尔和提斯的控制权，在那里一直呆到回历1031年（公元1621年）。英国人，以及后来的葡萄牙人在17世纪（公元1616年或回历1026年）进入这一地区。
现代的恰巴哈尔可以追溯到公元1970年左右，当时它被宣布为直辖市，并在巴列维王朝沙阿穆罕默德·礼萨·巴列维的命令下开始了大型港口项目。作为沙阿试图让伊朗成为印度洋主导力量政策的一部分，他还下令建立了一个现代化的海军和空军基地。当时，恰巴哈尔及其周边地区的这些发展项目都有外国公司的广泛参与，特别是来自美国的公司。公元1979年革命后，外国公司离开了这些项目，与Jahad-e Sazandegi部（即圣战建设部）有关的伊朗国有公司接手了这些项目。两伊战争使恰巴哈尔在后勤和战略上变得更加重要。战争给霍尔木兹海峡带来了不安全因素，船只无法进入波斯湾。因此，恰巴哈尔在战争期间成为一个主要港口。20世纪80年代，伊朗政府制定了一项名为 "东部轴线发展计划 "的新计划，旨在利用恰巴哈尔的地理位置作为区域发展工具，刺激东部省份的经济增长。1992年，因东部轴线发展计划而建立的恰巴哈尔自由贸易-工业区带来了发展，并鼓励从该国其他地区移民到恰巴哈尔。

## 经济意义
恰巴哈尔是伊朗通往印度洋的最近和最佳的通道。因此，恰巴哈尔是伊朗通过扩大和加强与印度洋北部和中亚的国家之间的过境路线来发展该国东部的焦点。
恰巴哈尔的经济部门主要是渔业和商业，渔业拥有全国最大的渔获量，主要位于恰巴哈尔自由贸易-工业区之外。位于自由贸易区的商业贸易不断增长，有很大潜力成为连接南亚（印度）和中东（迪拜）商业增长中心与中亚和阿富汗市场的地方。政府计划将恰巴哈尔自由贸易区与伊朗的主要铁路网络连接起来，该网络也与中亚和阿富汗相连。
该市有雷法赫连锁超市（Refah Chain Stores Co）、伊朗超级之星（Iran Hyper Star，家乐福在伊朗的子公司）、伊斯法罕城市购物中心（Isfahan City Center）、沙尔万德连锁商店（Shahrvand Chain Stores Inc）、奥福克-库罗什连锁店（Ofoq Kourosh chain store）。

## 交通
恰巴哈尔通过空中、海上和公路与多式联运同外界相连。它的科纳拉克机场（Konarak Airport）每天有两次航班到首都德黑兰，每周有三次航班到扎黑丹，每周有两次航班到马什哈德、设拉子和阿巴斯港。它还有每周一次飞往多哈和迪拜的国际航班和每两周一次飞往马斯喀特的航班。恰巴哈尔有两个码头，与国际水道相连。伊朗承包商正在开发这两个码头，以提供每年处理600万吨货物的港口设施；这预计将在2011年完成。恰巴哈尔与国家公路网相连。Chabahar-Bandar Abbas, Chabahar-Iranshahr-Kerman, Chabahar-Iranshahr-Zahedan-Mashahd和Chabahar-Iranshahr-Zahedan-Milak（在阿富汗边境）是连接恰巴哈尔与国内和国际公路的四条主要路线。

## 起自阿富汗巴米扬省的铁路线
印度已经敲定了从阿富汗巴米扬省到恰巴哈尔港的900公里长的铁路线计划。 由印度钢铁管理局有限公司牵头的印度钢铁财团已经在位于喀布尔以西130公里的巴米扬省的哈吉加克煤田（Hajigak coal fields ）签订了勘探合同。根据阿富汗和苏联在1960年代对该地区的研究，该地区的铁矿石储量约为18亿吨，含铁量约为62%，价值3万亿美元。

## 气候
恰巴哈尔县夏季炎热潮湿，冬季温暖，属于炎热的沙漠气候（柯本气候分类BWh）。冬天西风给这个地区带来了零星的降雨，偶尔印度西南季风也会影响这个地区，如1976年7月，降雨量为46.6毫米（1.8英寸）。在大多数年份，降雨量约为100毫米（3.9英寸）；然而，1997/1998年的印度洋偶极效应导致了470毫米。来自印度次大陆的夏季季风使恰巴哈尔在夏季成为伊朗最凉爽的南部港口，在冬季成为伊朗最温暖的港口。它的纬度与美国佛罗里达州的迈阿密相同，温度与迈阿密的温度非常相似。
| 恰巴哈尔               | 恰巴哈尔    | 恰巴哈尔    | 恰巴哈尔     | 恰巴哈尔     | 恰巴哈尔     | 恰巴哈尔     | 恰巴哈尔     | 恰巴哈尔     | 恰巴哈尔     | 恰巴哈尔     | 恰巴哈尔    | 恰巴哈尔    | 恰巴哈尔     |
| 月份                   | 1月         | 2月         | 3月          | 4月          | 5月          | 6月          | 7月          | 8月          | 9月          | 10月         | 11月        | 12月        | 全年         |
| ---------------------- | ----------- | ----------- | ------------ | ------------ | ------------ | ------------ | ------------ | ------------ | ------------ | ------------ | ----------- | ----------- | ------------ |
| 历史最高温 °C（°F）    | 31.0 (87.8) | 33.0 (91.4) | 38.0 (100.4) | 42.0 (107.6) | 46.0 (114.8) | 45.2 (113.4) | 47.0 (116.6) | 42.4 (108.3) | 42.0 (107.6) | 41.4 (106.5) | 37.0 (98.6) | 32.0 (89.6) | 47.0 (116.6) |
| 平均高温 °C（°F）      | 24.5 (76.1) | 25.0 (77.0) | 28.1 (82.6)  | 31.0 (87.8)  | 34.0 (93.2)  | 35.0 (95.0)  | 33.8 (92.8)  | 32.4 (90.3)  | 32.2 (90.0)  | 32.4 (90.3)  | 29.5 (85.1) | 26.3 (79.3) | 30.4 (86.6)  |
| 日均气温 °C（°F）      | 20.4 (68.7) | 21.3 (70.3) | 24.2 (75.6)  | 27.1 (80.8)  | 30.4 (86.7)  | 31.9 (89.4)  | 31.1 (88.0)  | 29.8 (85.6)  | 29.1 (84.4)  | 28.2 (82.8)  | 25.0 (77.0) | 22.0 (71.6) | 26.7 (80.1)  |
| 平均低温 °C（°F）      | 15.0 (59.0) | 16.0 (60.8) | 19.0 (66.2)  | 22.3 (72.1)  | 25.2 (77.4)  | 28.0 (82.4)  | 28.1 (82.6)  | 26.9 (80.4)  | 25.4 (77.7)  | 22.7 (72.9)  | 18.8 (65.8) | 16.2 (61.2) | 22.0 (71.5)  |
| 历史最低温 °C（°F）    | 7.0 (44.6)  | 7.0 (44.6)  | 9.6 (49.3)   | 14.0 (57.2)  | 16.0 (60.8)  | 22.0 (71.6)  | 21.0 (69.8)  | 19.0 (66.2)  | 19.0 (66.2)  | 13.2 (55.8)  | 9.0 (48.2)  | 7.0 (44.6)  | 7.0 (44.6)   |
| 平均降雨量 mm（）      | 29.4 (1.16) | 37.9 (1.49) | 14.9 (0.59)  | 6.1 (0.24)   | 0.1 (0.00)   | 0.5 (0.02)   | 6.2 (0.24)   | 2.1 (0.08)   | 1.2 (0.05)   | 0.0 (0.0)    | 4.4 (0.17)  | 13.7 (0.54) | 116.5 (4.58) |
| 平均降雨天数           | 3.6         | 3.4         | 2.0          | 1.3          | 0.1          | 0.1          | 1.3          | 0.8          | 0.2          | 0.0          | 0.5         | 1.7         | 15           |
| 平均相對濕度（％）     | 61          | 66          | 69           | 70           | 72           | 75           | 77           | 77           | 76           | 73           | 67          | 61          | 70           |
| 月均日照時數           | 240.2       | 234.1       | 263.8        | 278.2        | 330.2        | 284.8        | 244.6        | 241.4        | 260.9        | 295.5        | 272.5       | 249.2       | 3,195.4      |
| 来源：NOAA (1963–1990) |             |             |              |              |              |              |              |              |              |              |             |             |              |

## 外部連結

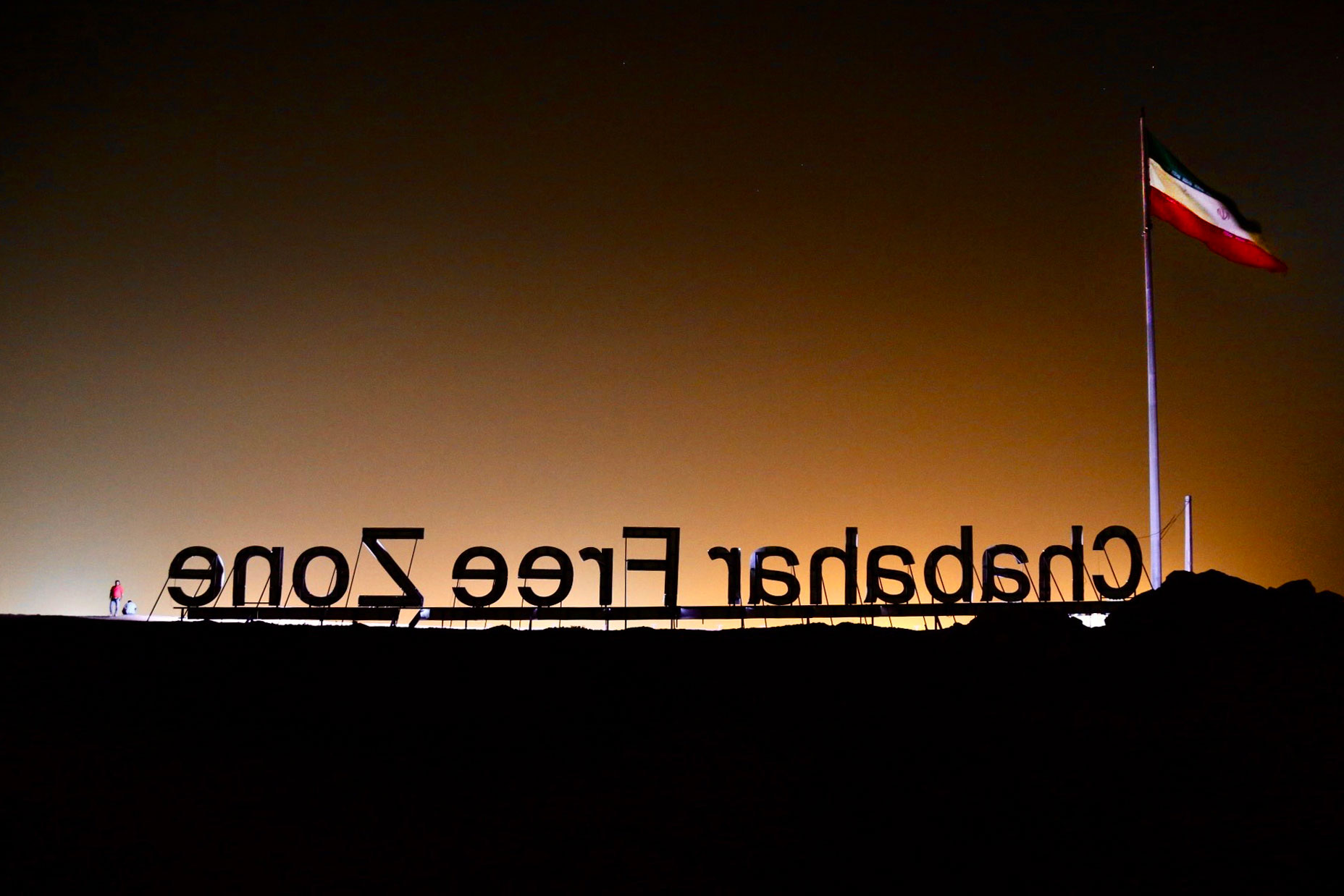
https://web.archive.org/web/20110722015628/http://www.sb-ostan.ir/DesktopModules/OrgAmar/OrgAmar_813_64.pdf
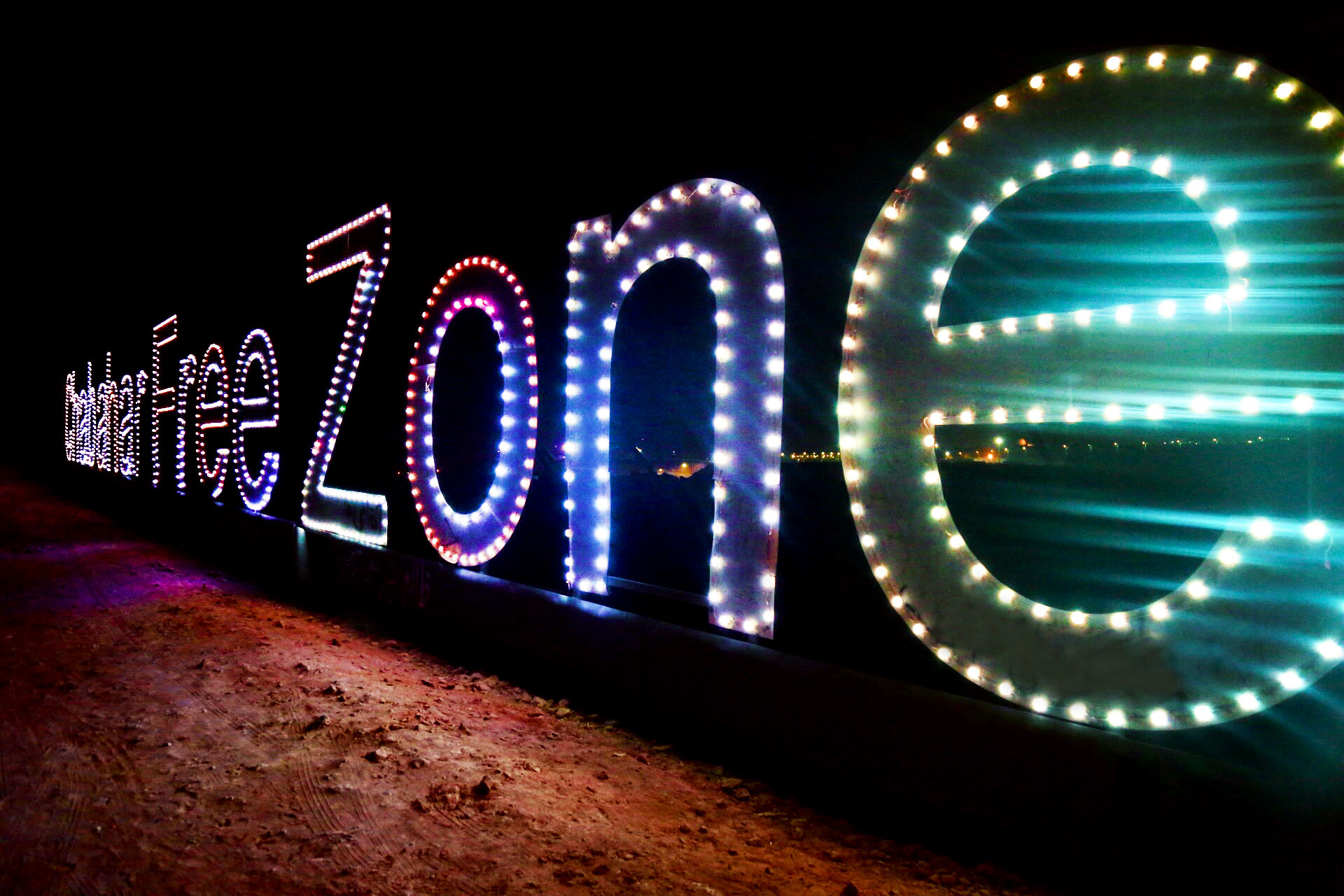
https://web.archive.org/web/20121113164801/http://www.iranchamber.com/people/articles/cultural_anthropology_of_baluchis.php
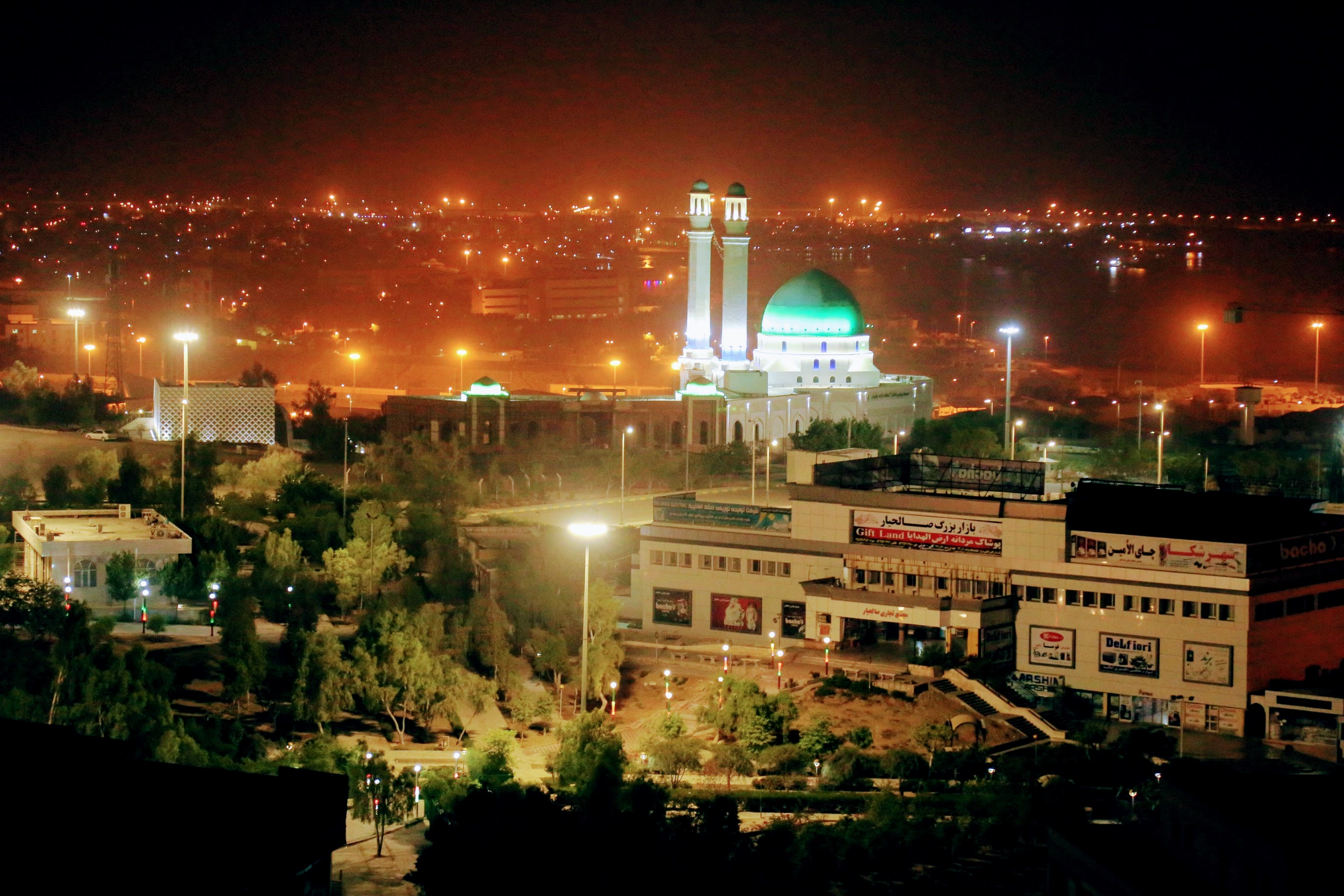
Chabahar Free Zone, Iran
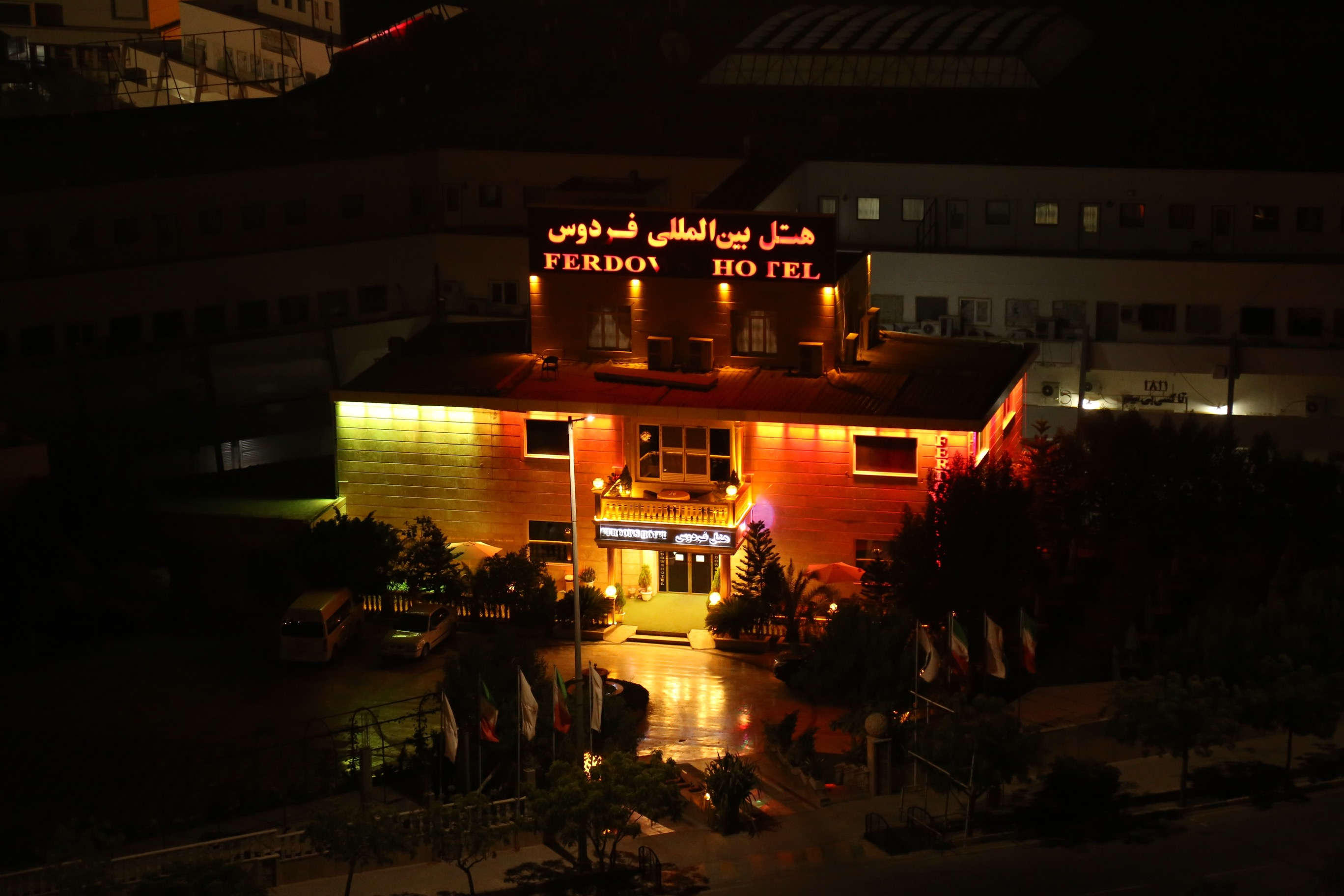
Ferdows Hotel, Chabahar Free Zone, Iran
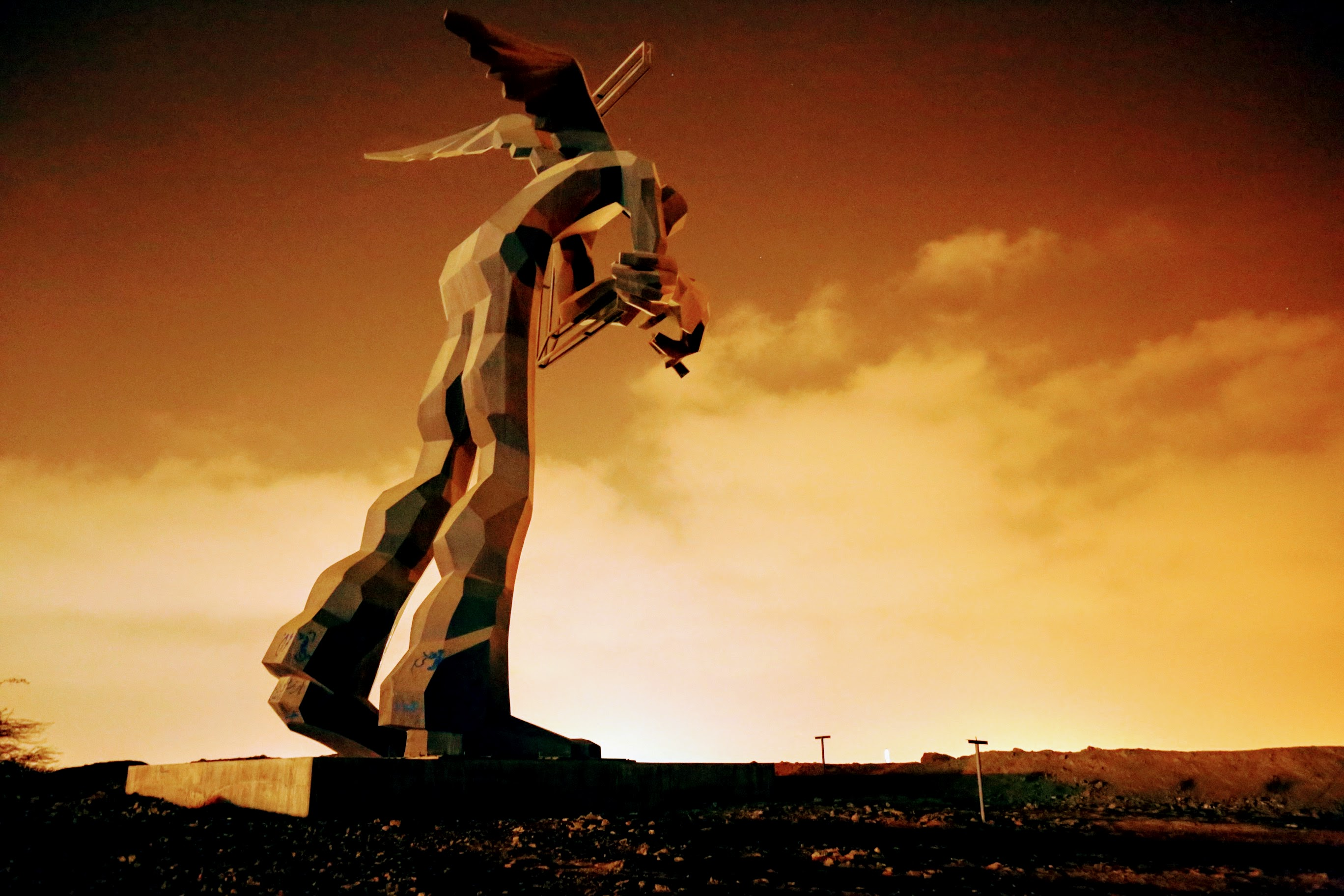
The statue of Chabahar Free Zone, Iran
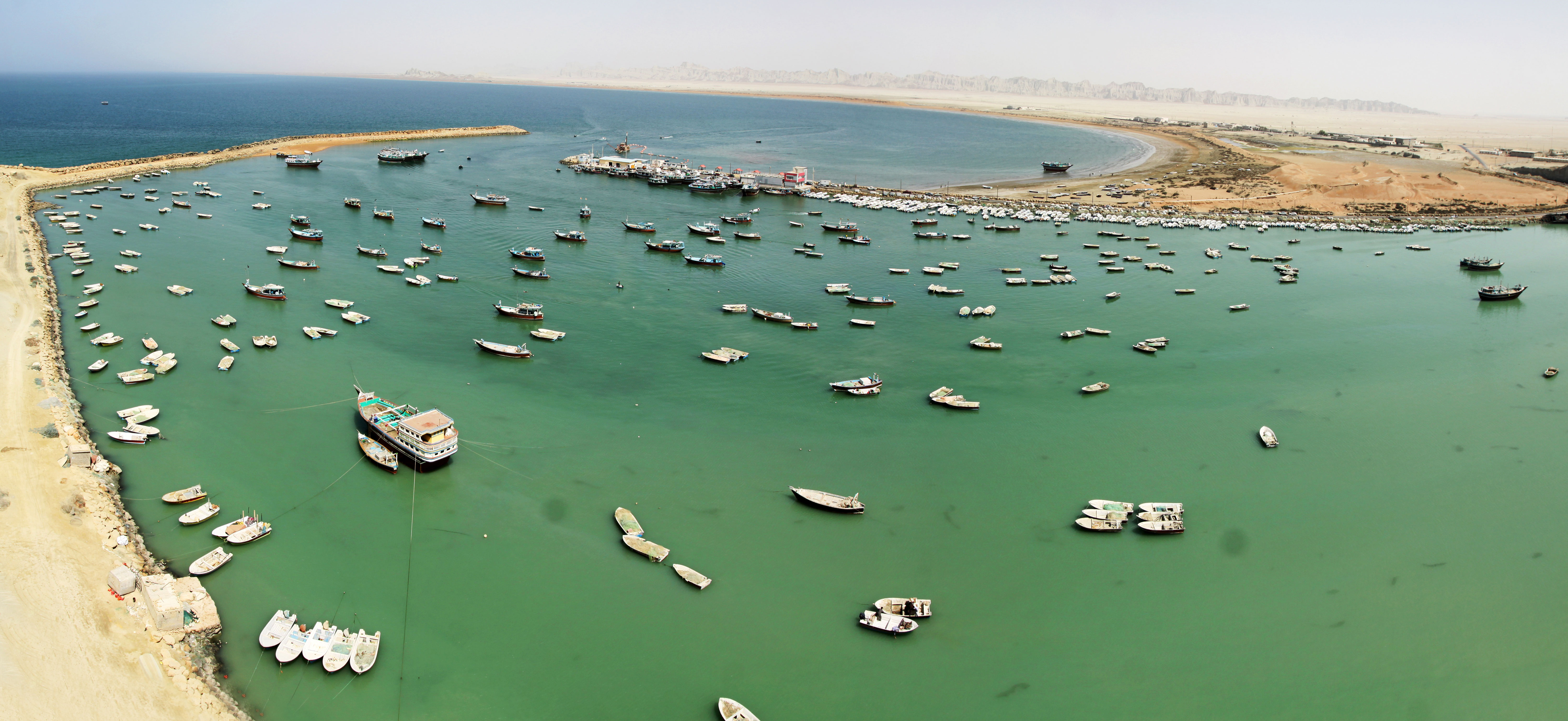
Beris port, Chabahar Free Zone, Iran
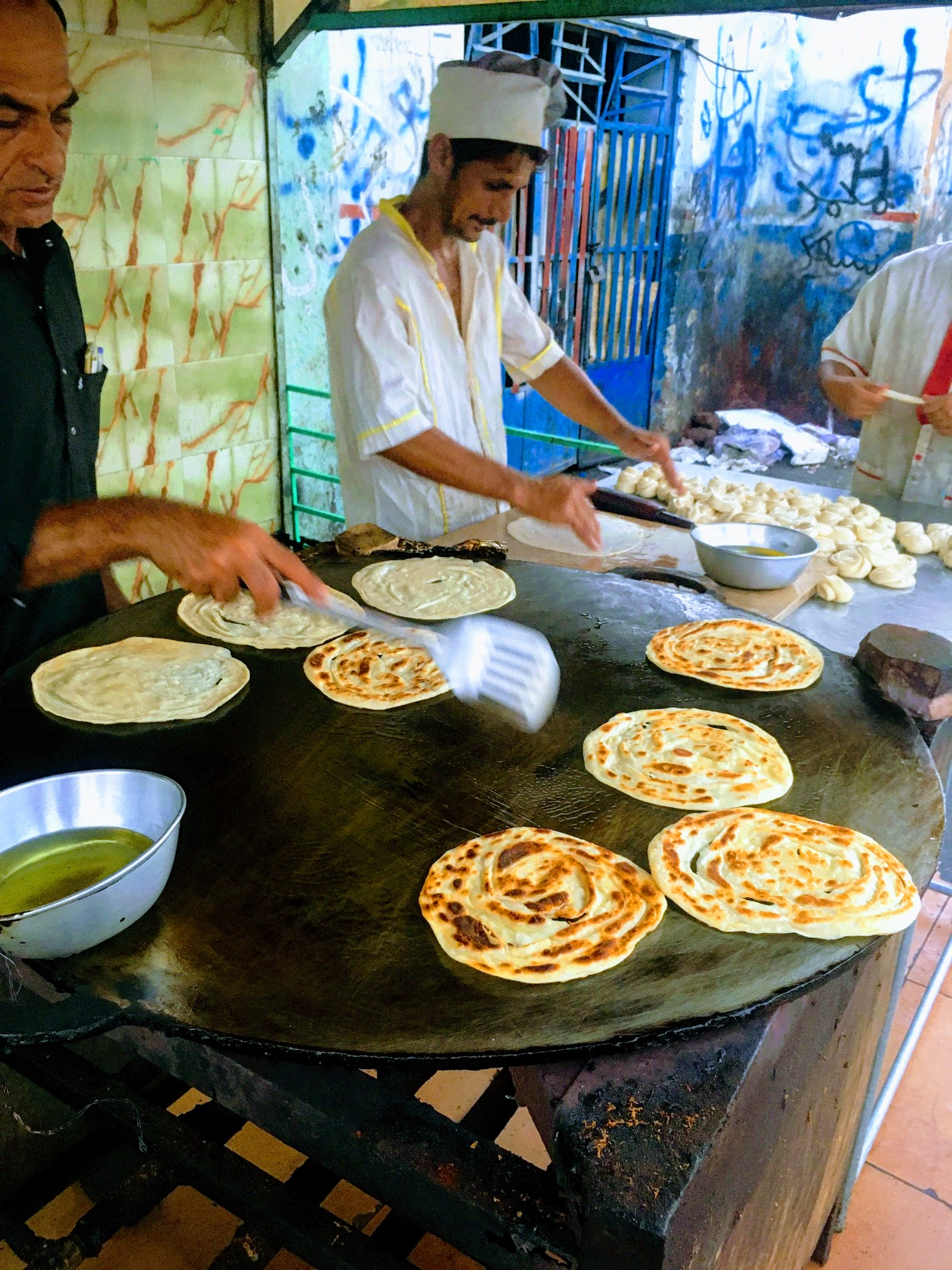
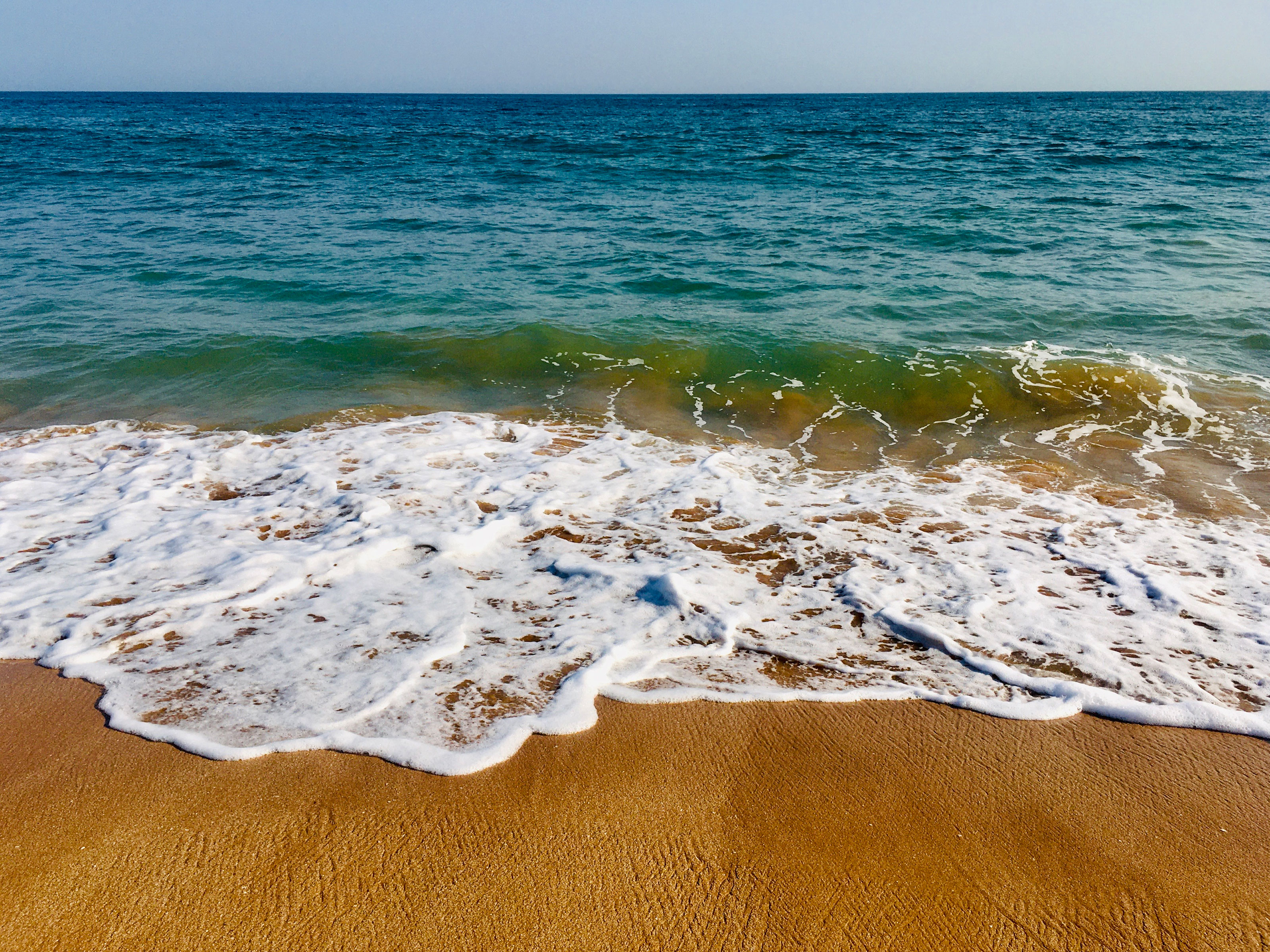
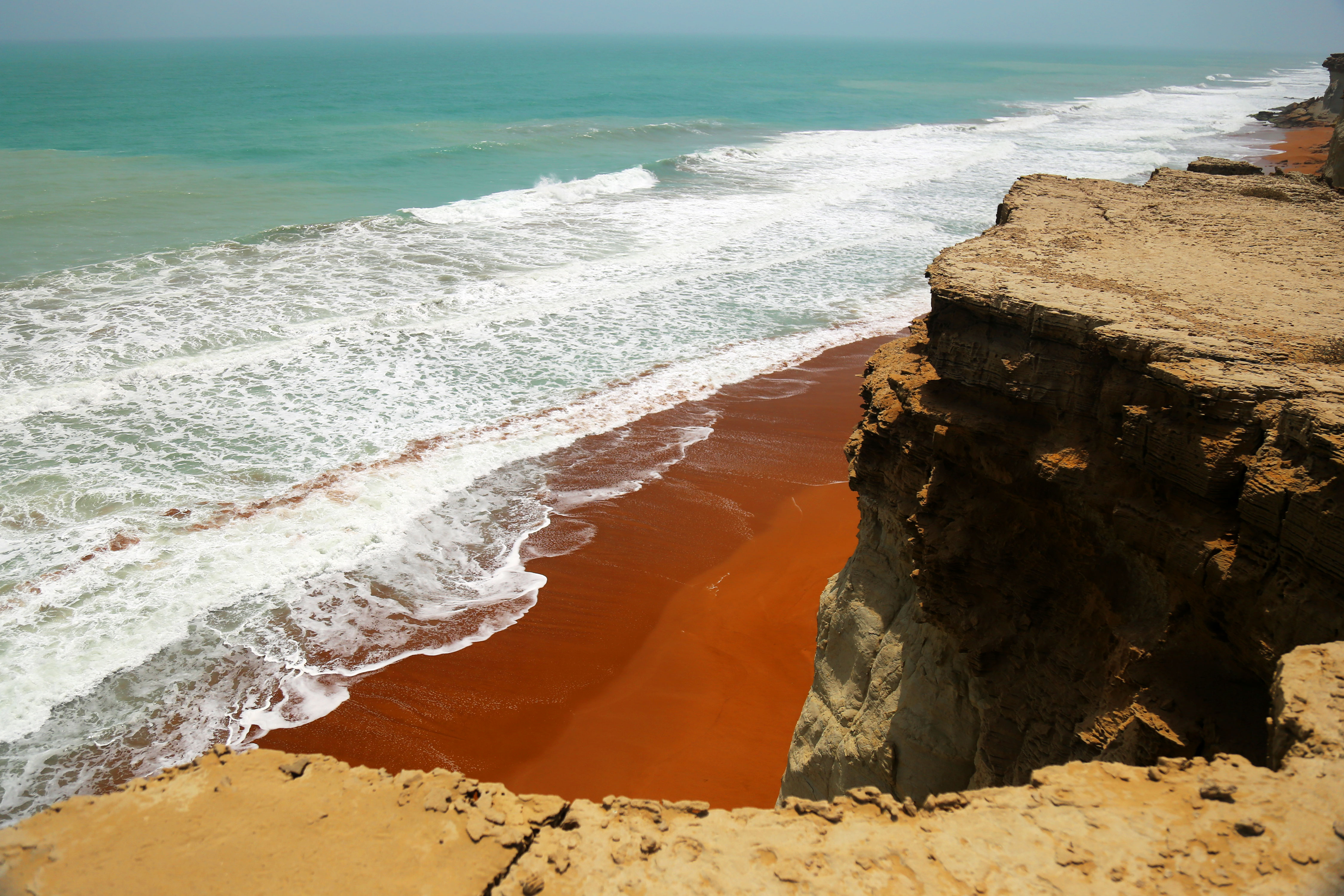
Elevated cliff beaches in suburbs of Chabahar Free Zone, Iran
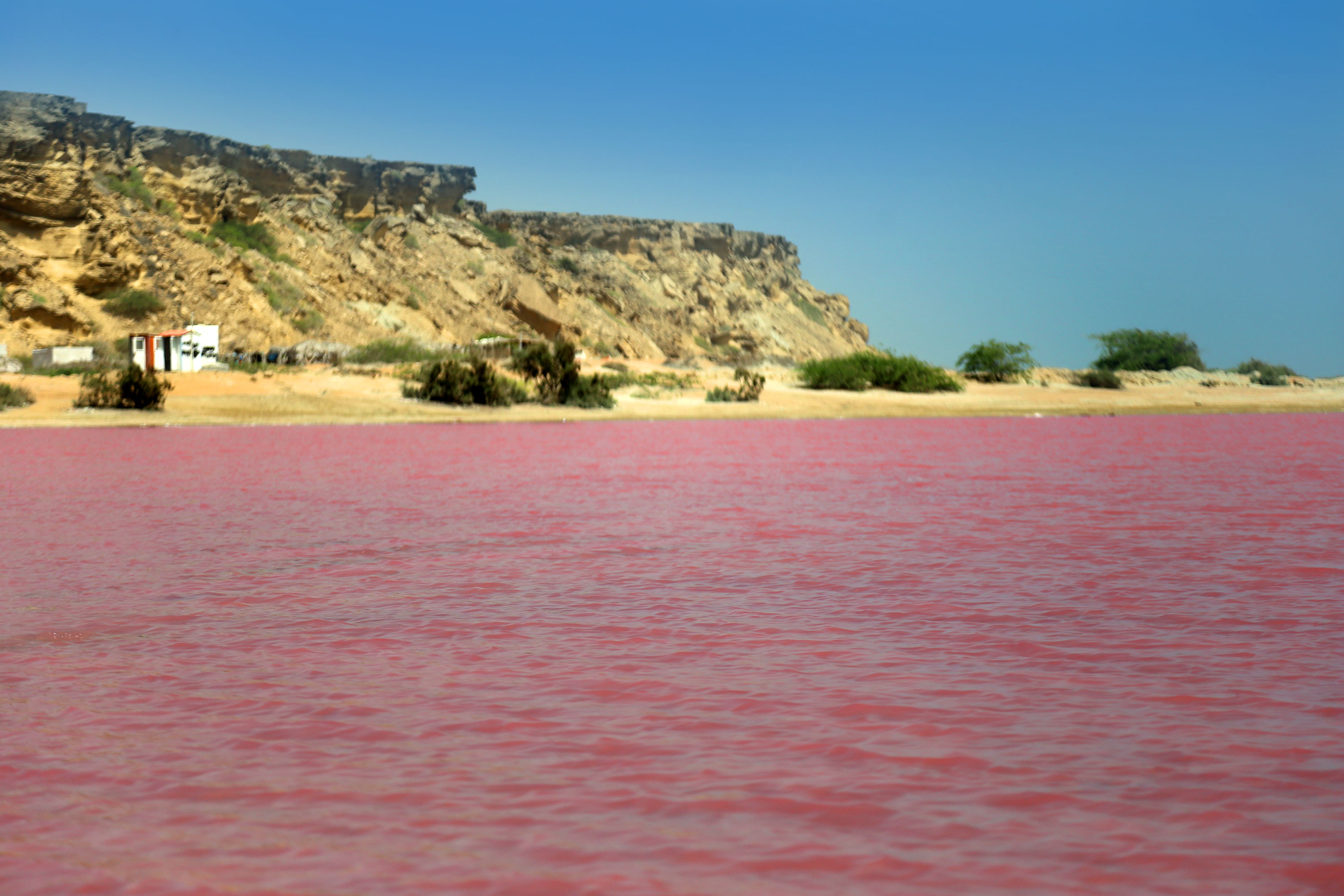
The Lipar Pink Wetland, Chabahar Free Zone, Iran
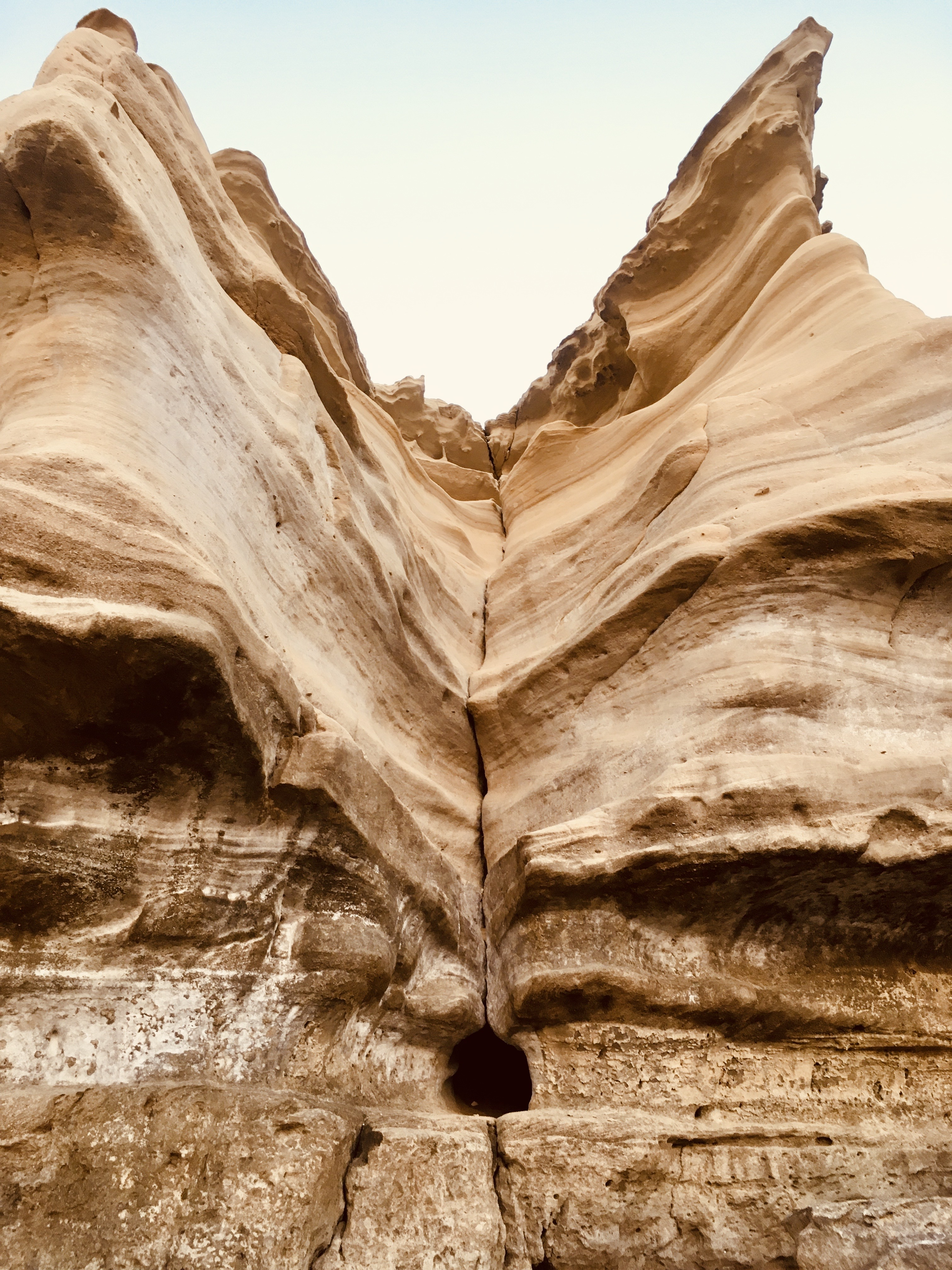
Pozm Beach, Chabahar Free Zone, Iran
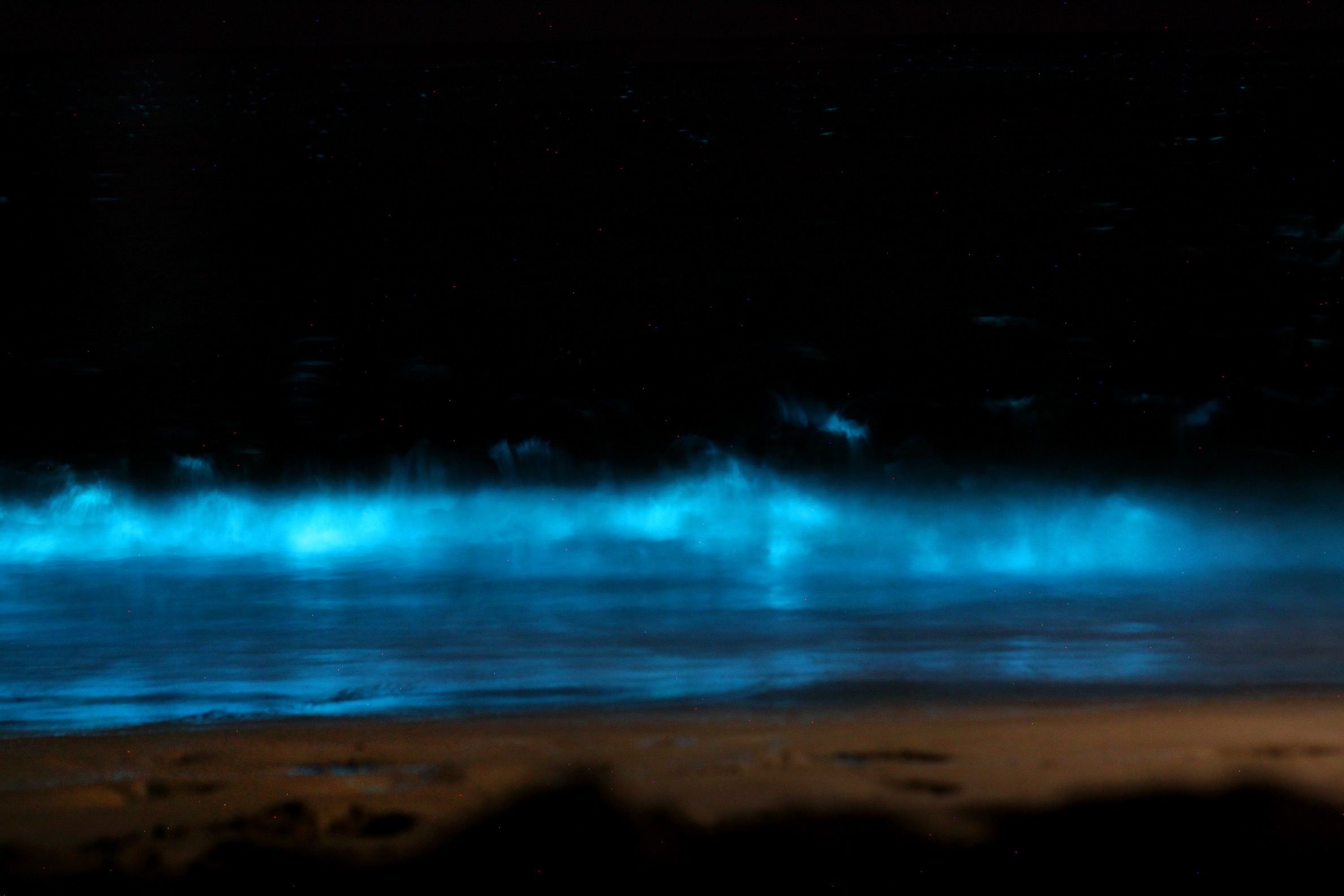
Planktons, Chabahar Free Zone, Iran
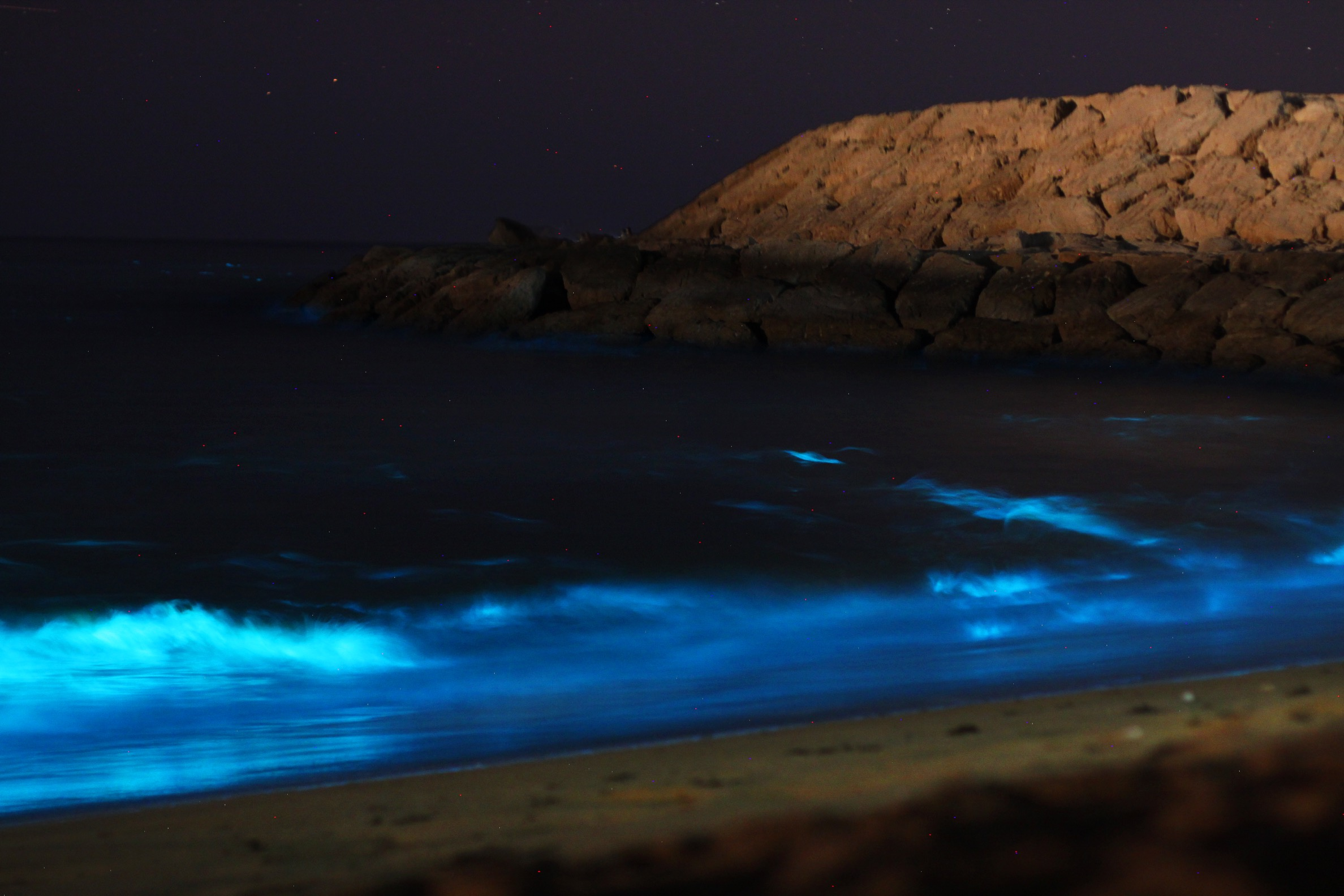
Pnanktons, Chabahar Free Zone, Iran
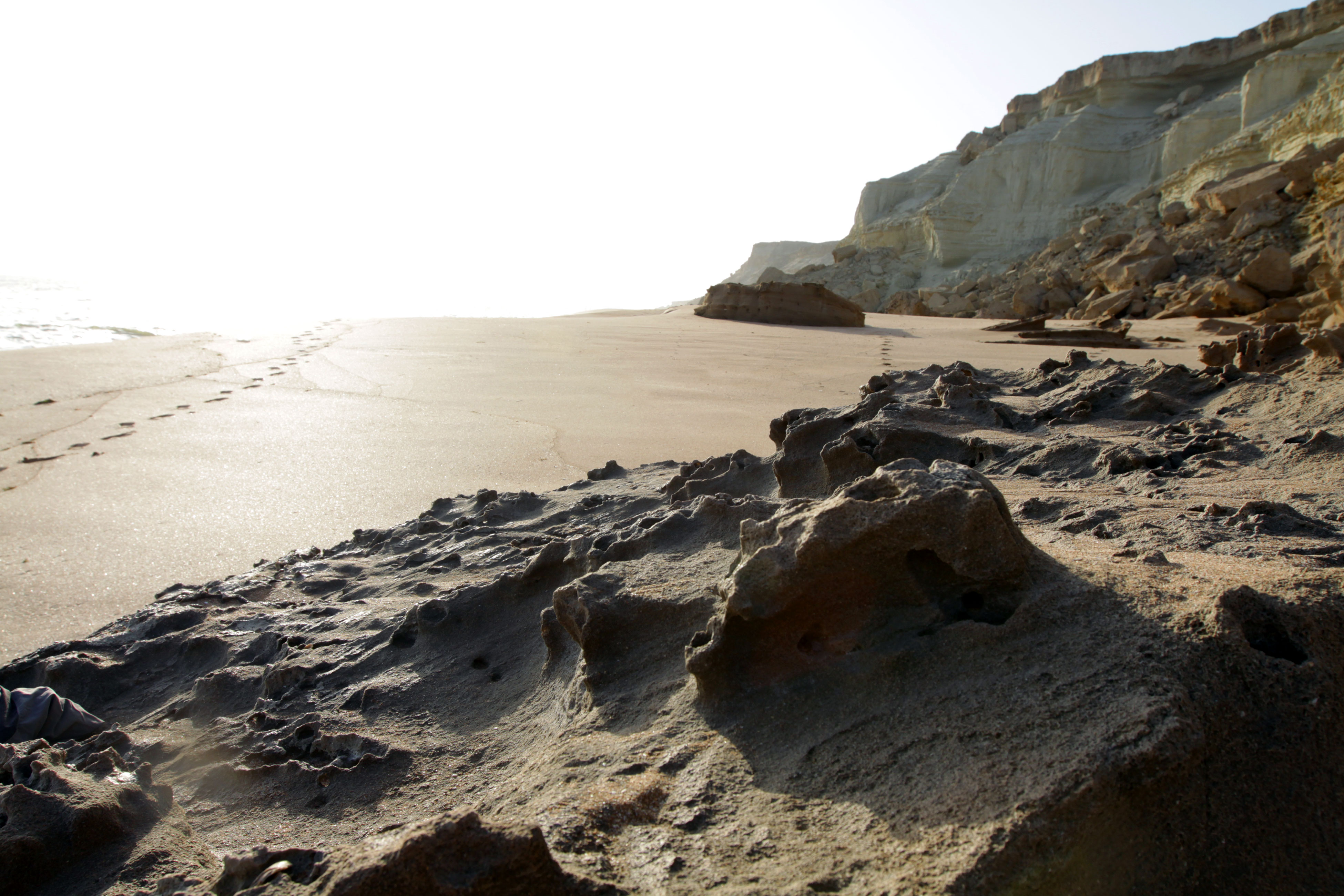
Comb beach, Chabahar Free Zone, Iran
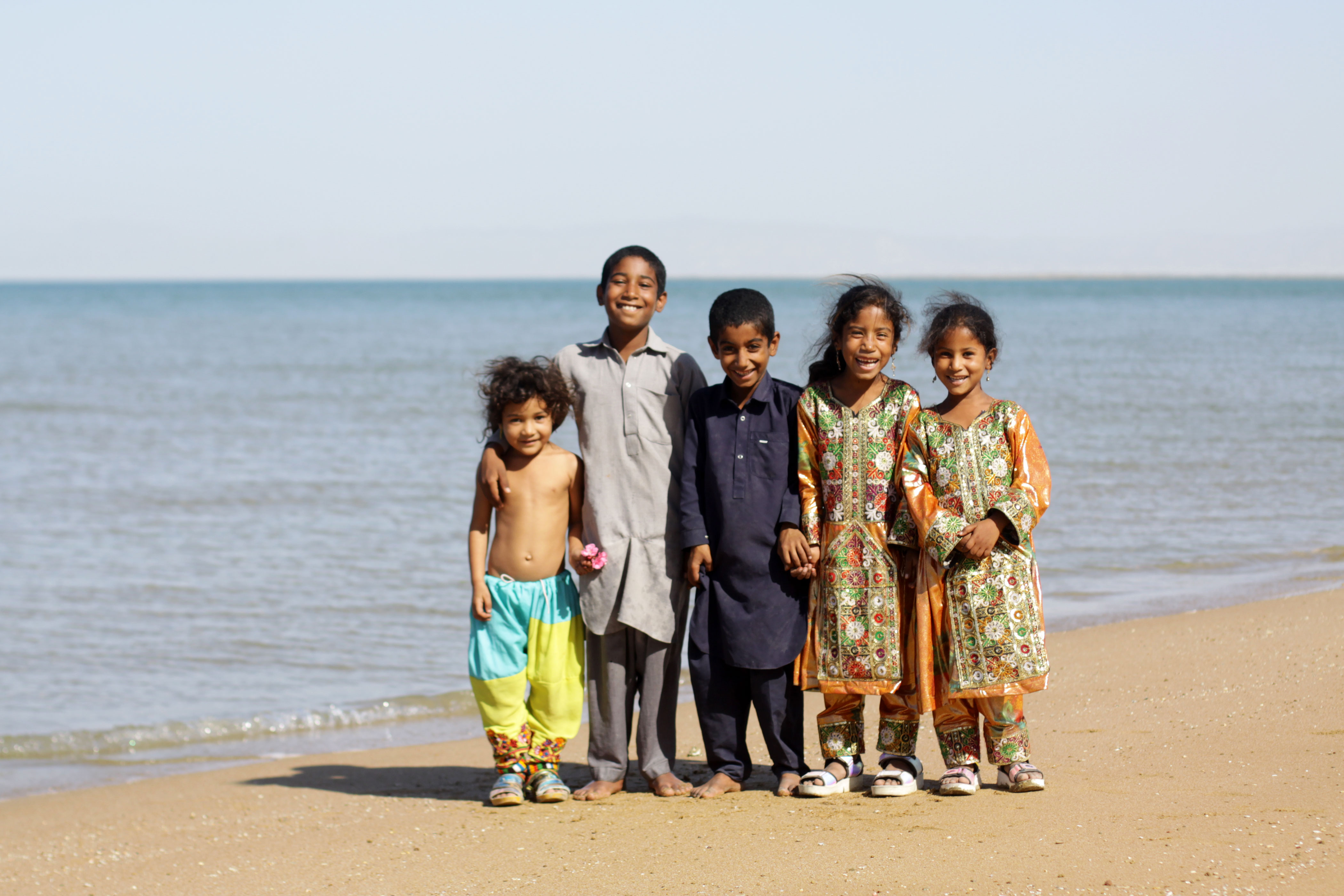
Tis beach, Chabahar Free Zone, Iran
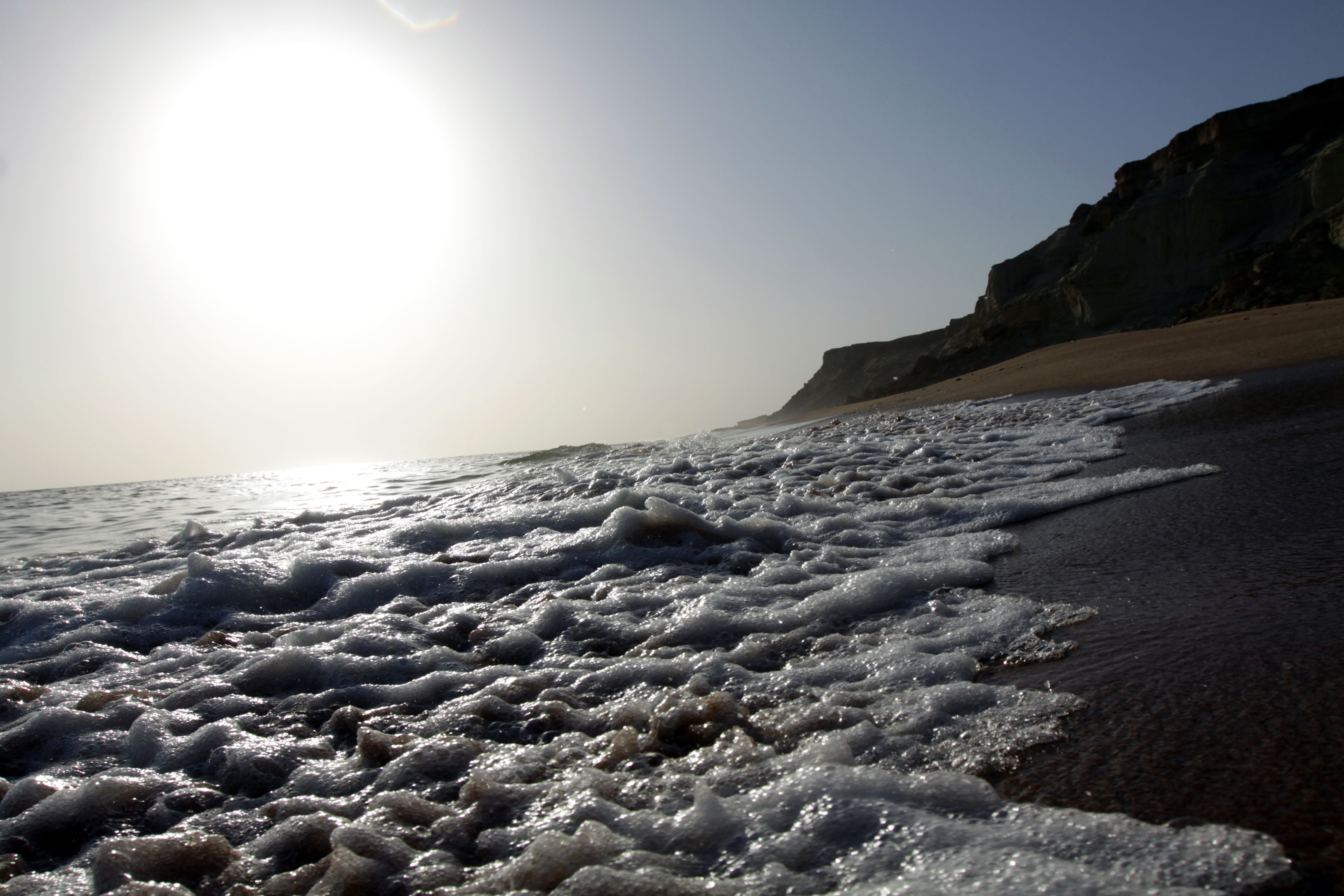
Comb beach, Chabahar Free Zone, Iran
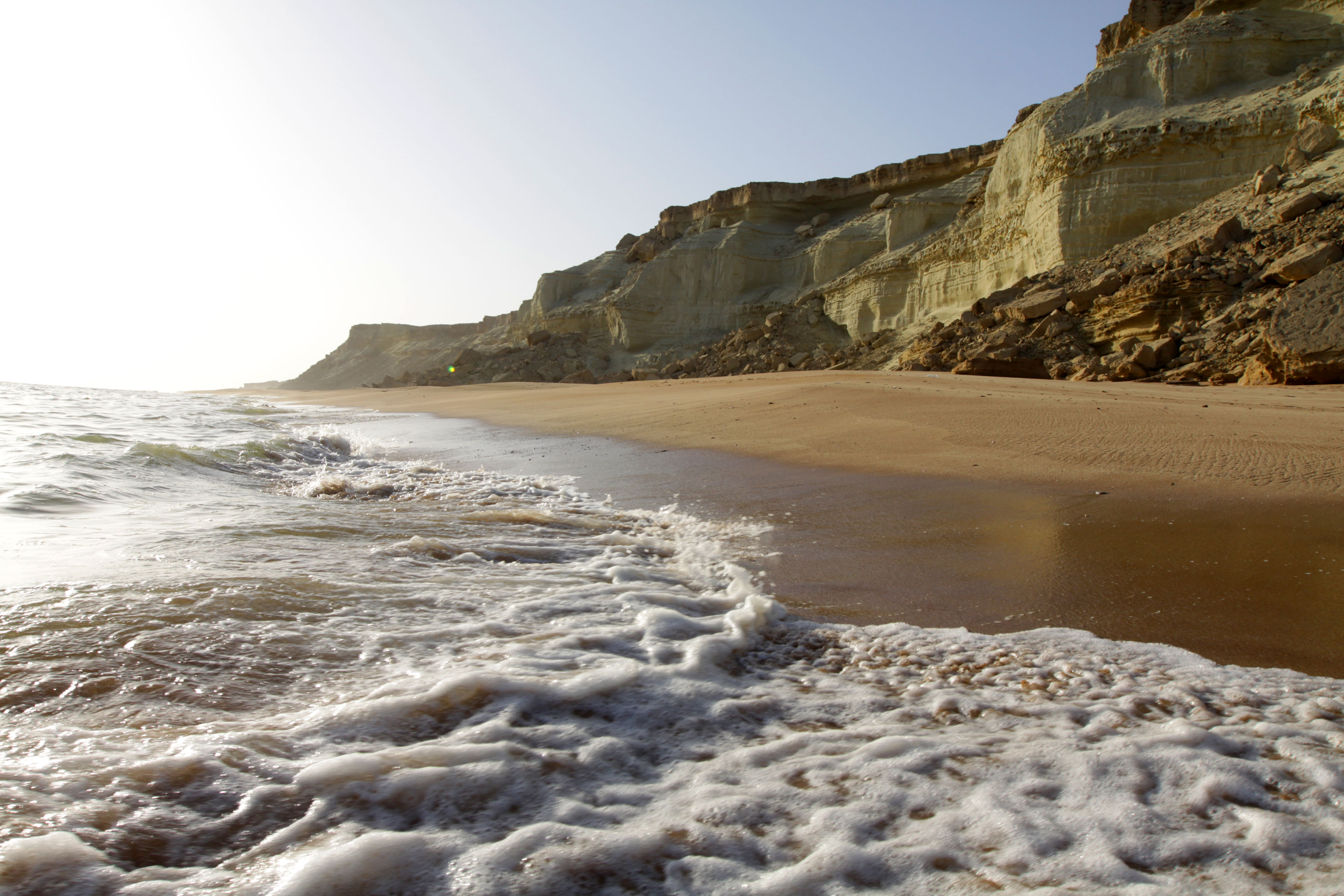
Sany beaches of Chabahar Free Zone, Iran
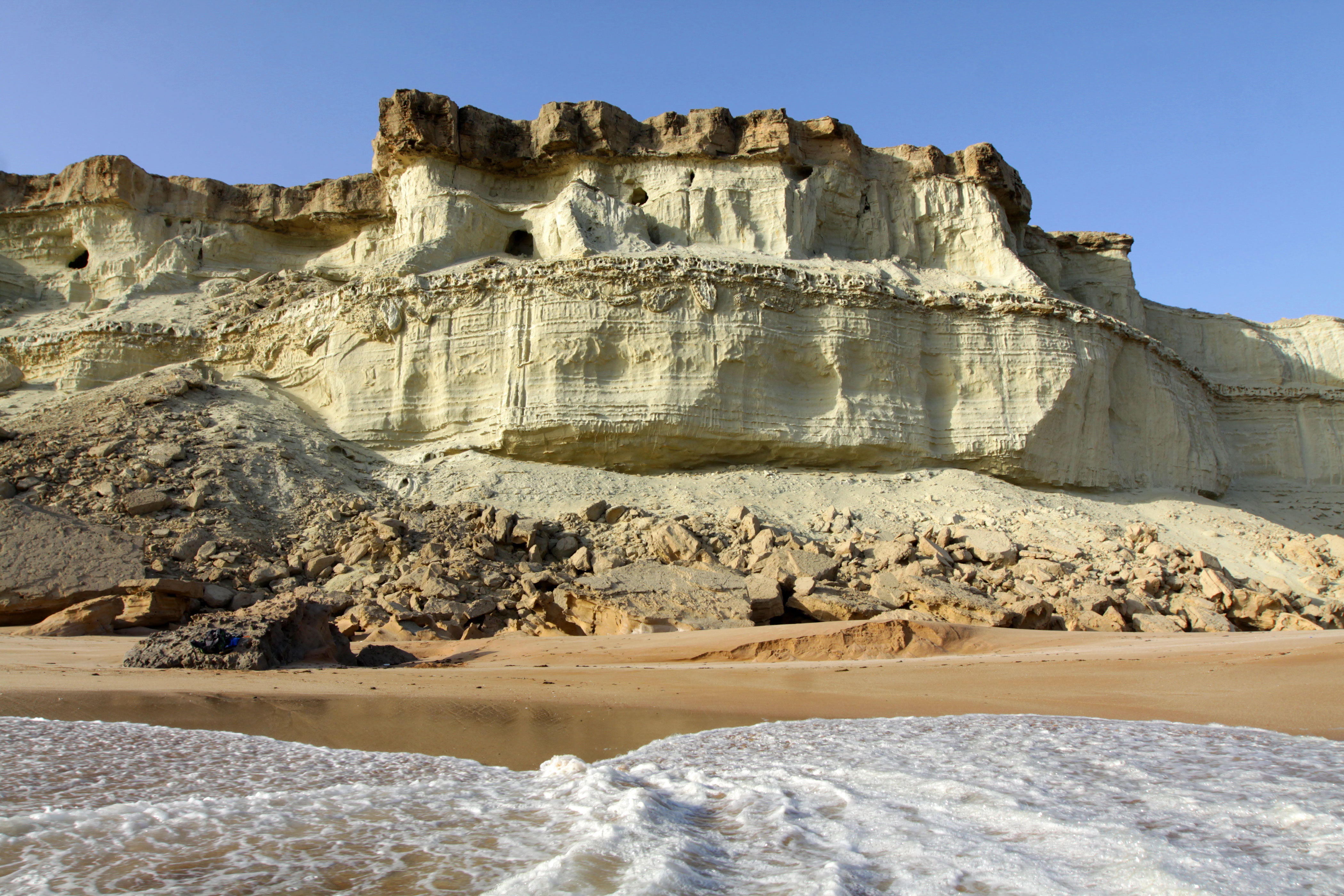
Elevated cliff beaches of Chabahar Free Zone, Iran
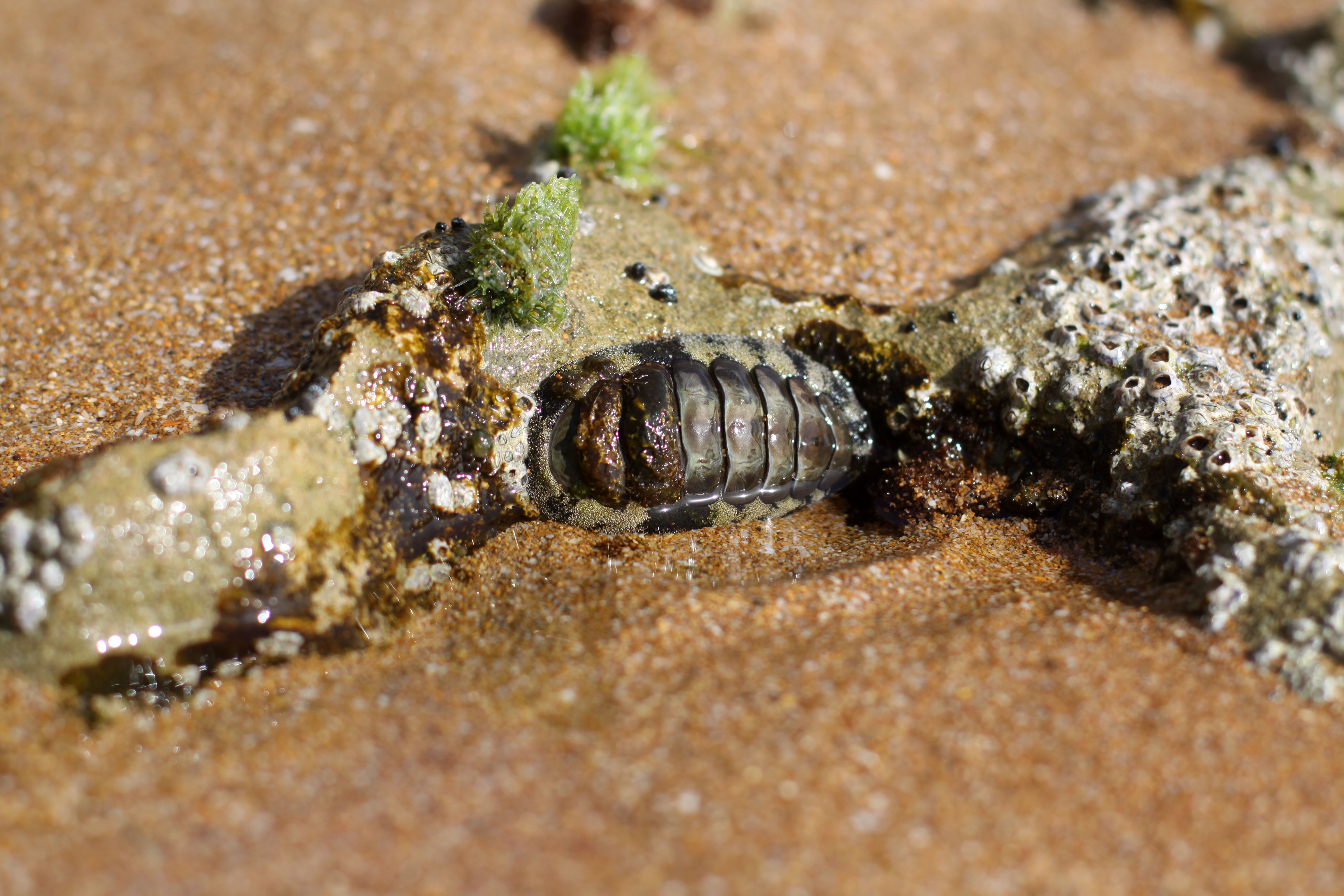
Marine Chiton, Chabahar Free Zone, Iran
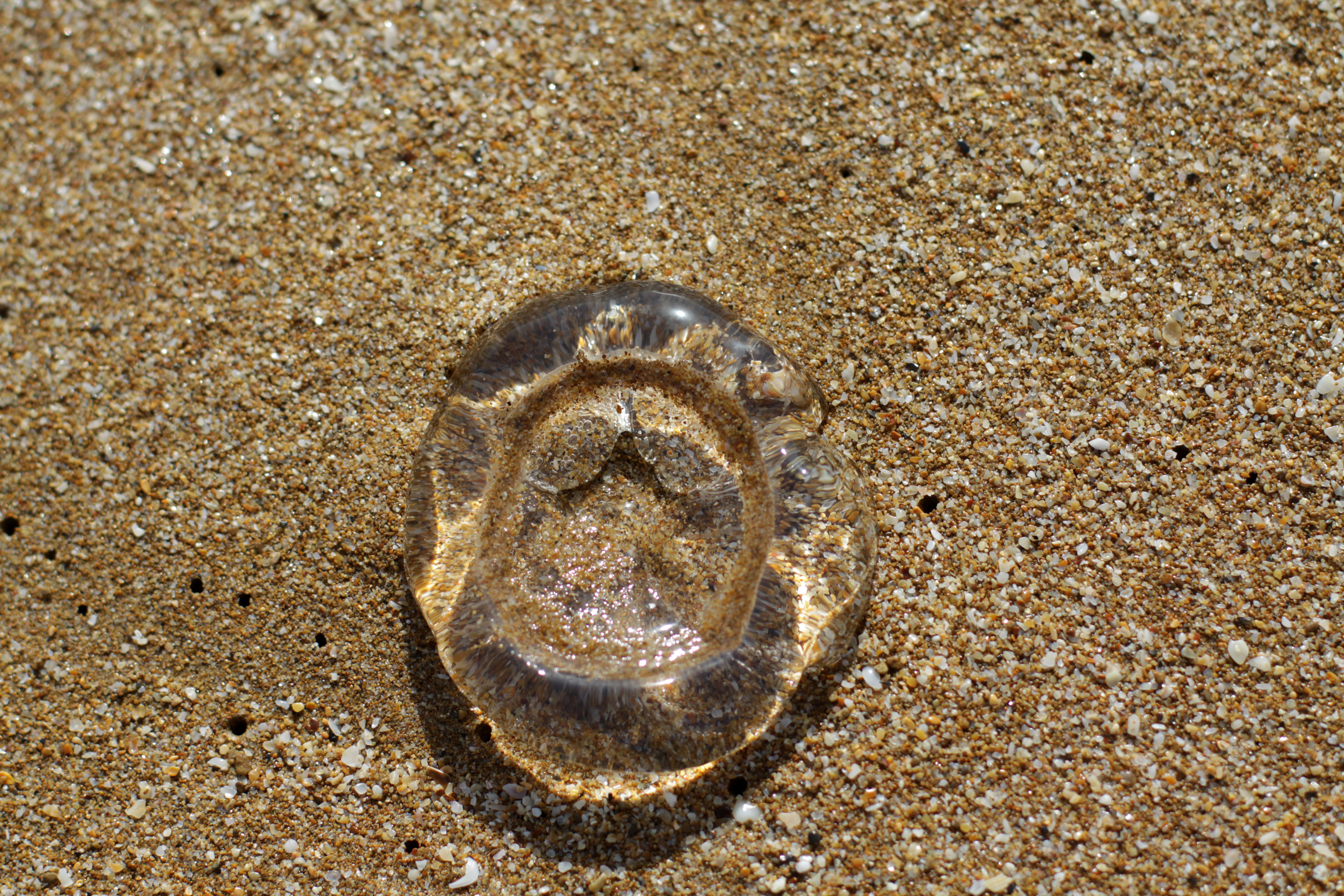
Jelly fishes, Chabahar Free Zone, Iran
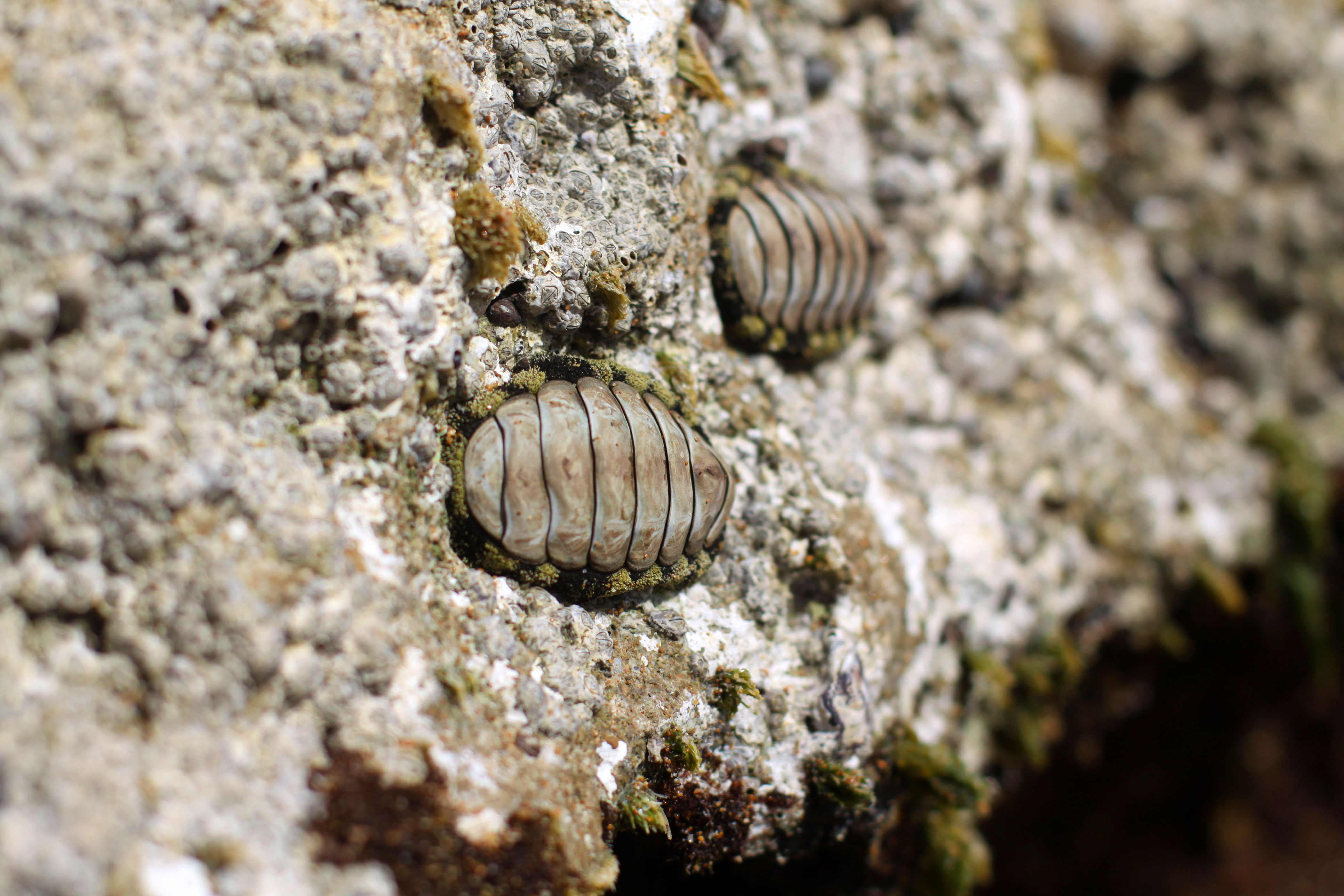
Marine chitons, Chabahar Free Zone, Iran
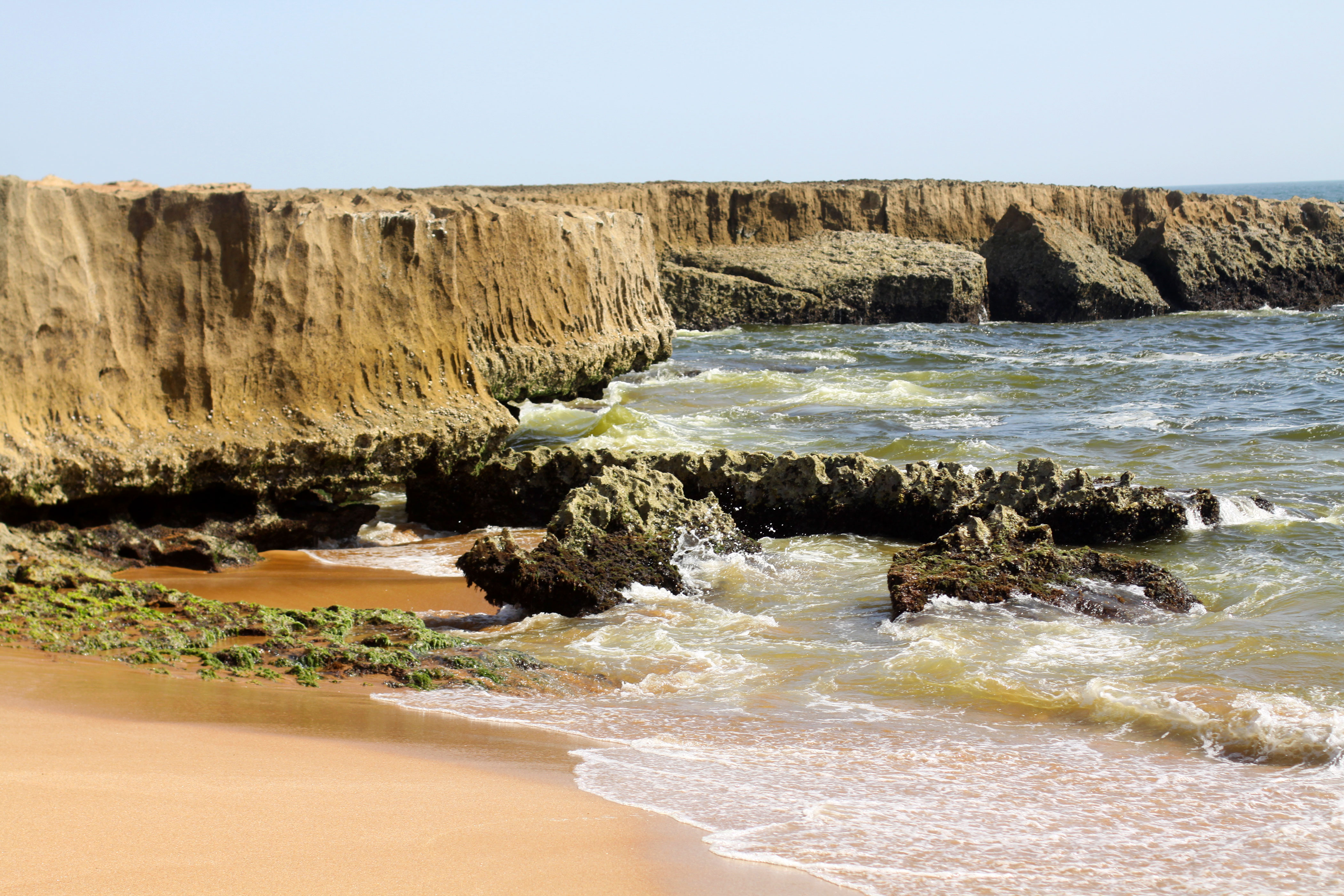
Rocky Beach, Chabahar Free Zone, Iran
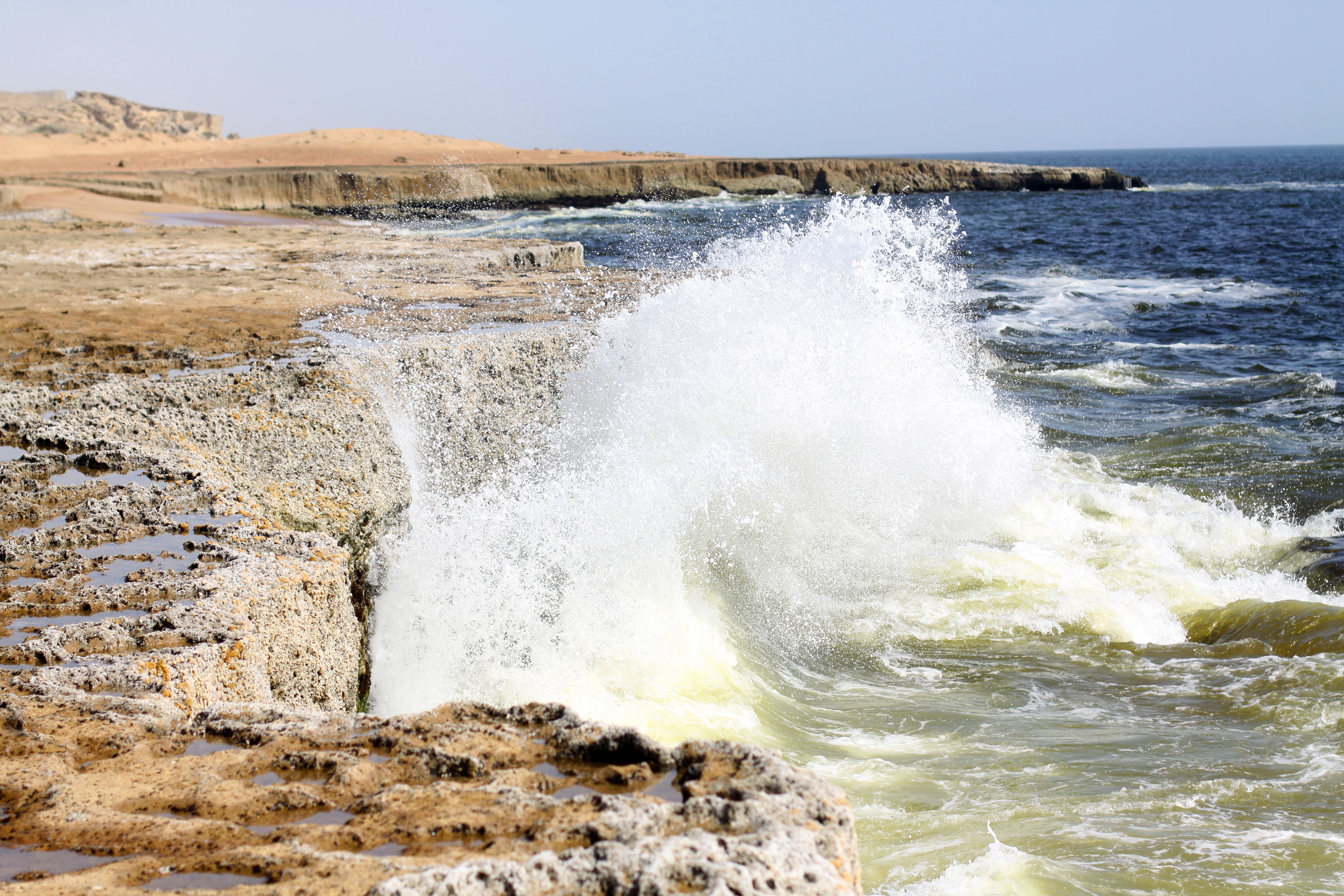
Rocky Beach, Chabahar Free Zone, Iran
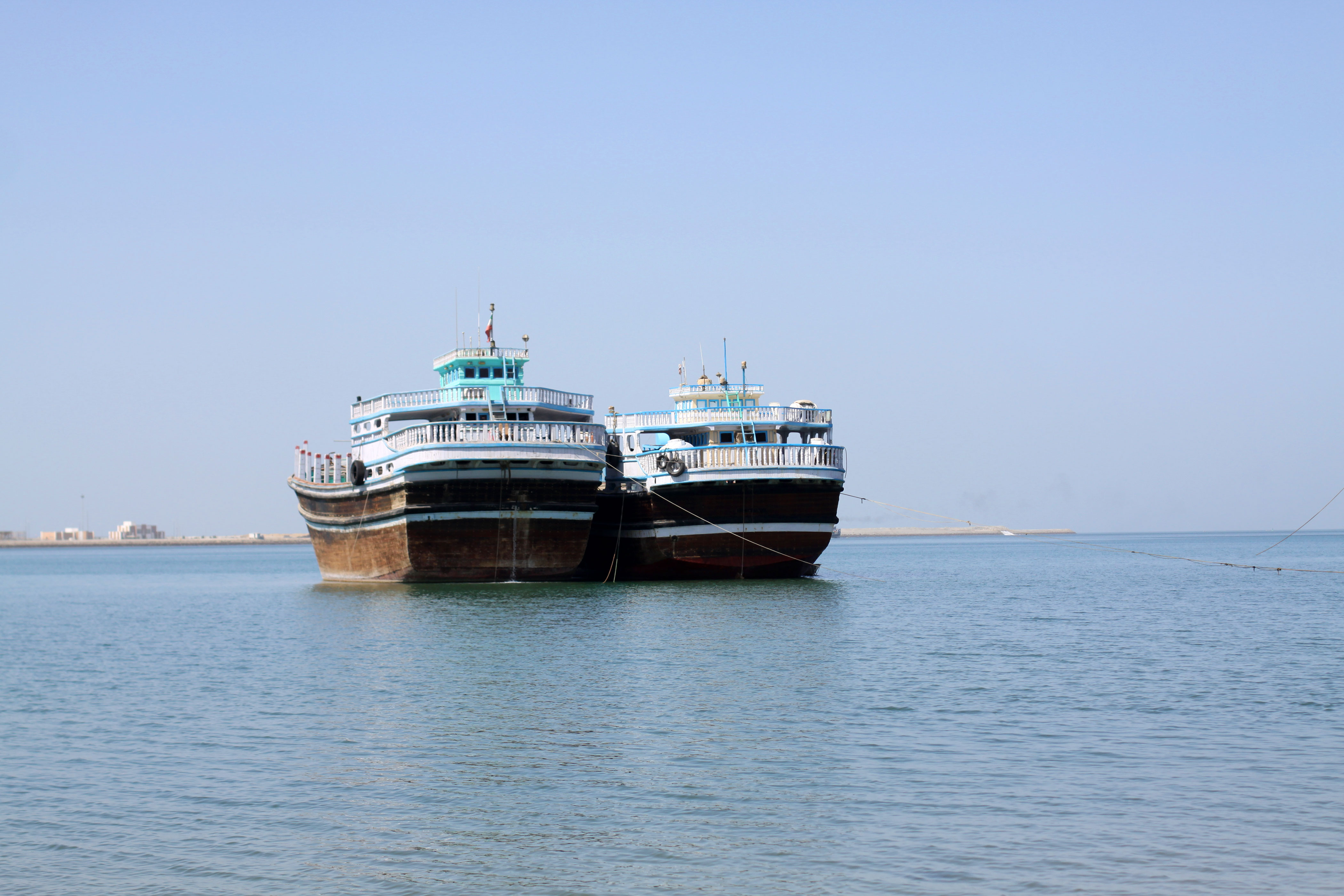
Darya Koochak, Chabahar Free Zone, Iran
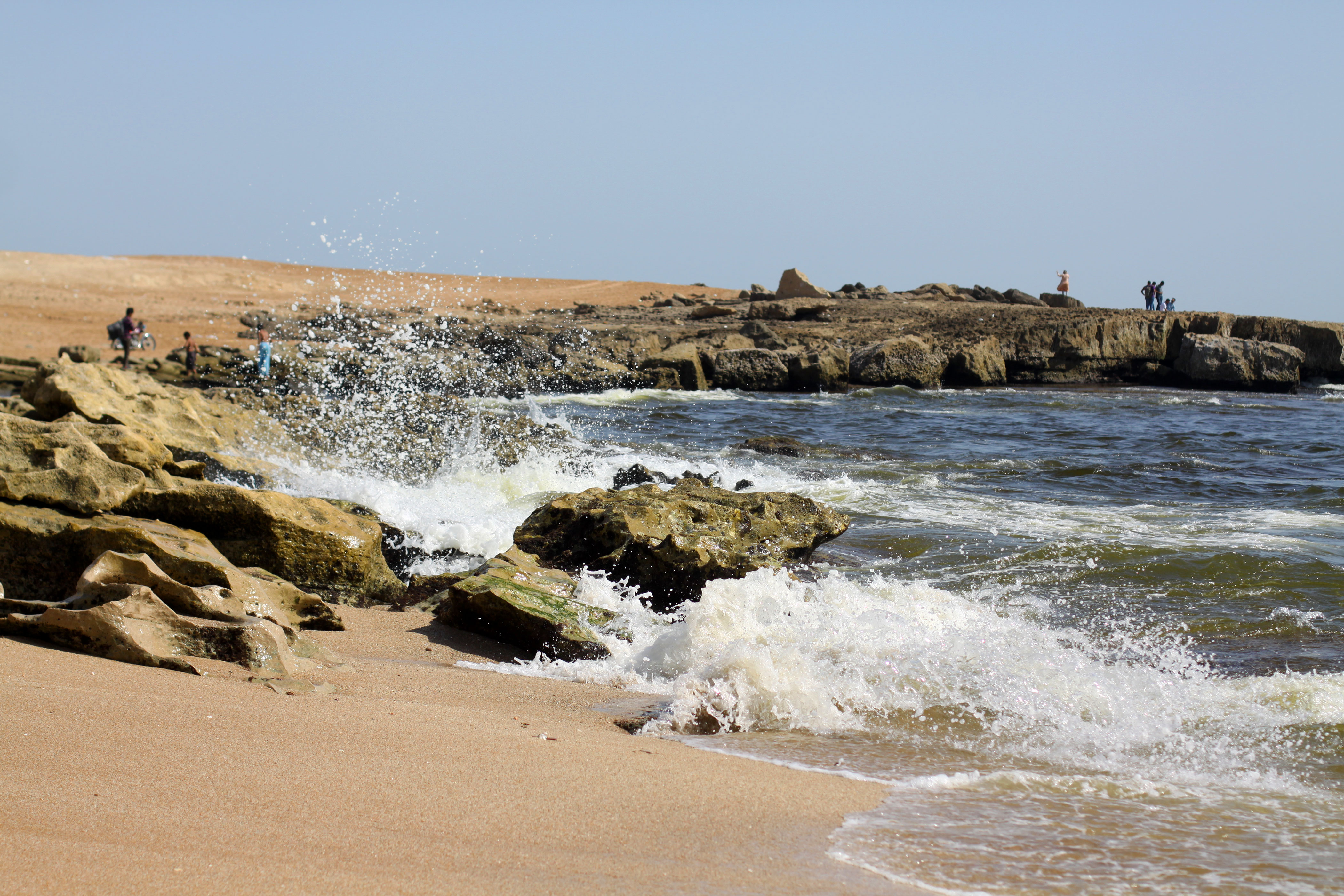
Rocky Beach, Chabahar Free Zone, Iran